# معهد الدراسات العليا والتدبير
معهد الدراسات العليا والتدبير، المعروف أيضا بالمعهد العالي للتدبير (بالفرنسية Institut Hautes Etudes et Management)، يشار إليه اختصارا بHEM، هو مؤسسة مغربية خاصة للتعليم العالي. تأسست سنة 1988 من طرف عبد العالي بنعمور الذي كان يشغل منصب رئيس مجلس المنافسة. لهذه المؤسسة فروع في خمس مدن مغربية.

## تواريخ مهمة
- 1988: إنشاء معهد الدراسات العليا للتدبير (HEM) وافتتاح مركب الطلبة الدار البيضاء
- 1993: افتتاح مركب الطلبة الرباط
- 1998: إحداث الجامعة المواطنة
- 2004: افتتاح مركب الطلبة مراكش
- 2007: إنشاء مركز أبحاث معهد الدراسات العليا للتدبير (HEM)
- 2008: افتتاح مركب الطلبة طنجة
- 2010: افتتاح مركب الطلبة فاس
- 2013: انضمام الشركة المالية الدولية (SFI)،[8] عضو مجموعة البنك الدولي، إلى المساهمين في رأسمال معهد الدراسات العليا للتدبير (HEM)،[8] حيث تعتبر هذه الشراكة هي الأولى في قطاع التعليم الخاص بالمغرب.[8]
- 2016: افتتاح “المعهد العالي للمهن الصناعية” في طنجة
- 2018: ذكرى مرور 30 سنة على إطلاق معهد الدراسات العليا للتدبير (HEM).
- 2018: عقد شراكة مع جامعتي “باريس دوفين” و”دوفين البيضاء”،[9] والإعداد لإطلاق شعبة الهندسة.
- 2019: تصنيف المعهد في المرتبة الأولى ضمن لائحة مؤسسات التعليم العالي الخاص في مجال التجارة والتدبير بالمغرب.[10]
- 2020: تصنيف المعهد في المرتبة الأولى ضمن لائحة مؤسسات التعليم العالي الخاص في مجال التجارة والتدبير بالمغرب للمرة الثانية على التوالي.[10]
- 2020: إطلاق مدرسة جديدة تسمى “معهد هندسة المعلوميات” (HEM Engineering School).[11][12]

## الفروع والشركات
يتوفر معهد الدراسات العليا والتدبير على ستة فروع في كل من الدار البيضاء والرباط وطنجة ومراكش ومعهد فاس الذي تأسس سنة 2010، وفرع وجدة الذي افتتح سنة 2013. إلى جانب هذه الفروع يتوفر المعهد على معهد عال للمهن الصناعية (MedMétiers) بطنجة.
يرتبط معهد الدراسات العليا والتدبير بعقود شراكة مع العديد من الجامعات والمؤسسات التعليمية في القارات الخمس.

## المهام
يتولى معهد الدراسات العليا والتدبير عدة مهام يمكن تلخيصها فيما يلي:
- التدريب والتكوين في مجالي التدبير والتجارة وهندسة المعلوميات عن طريق دروس نظرية وأبحاث تطبيقية.
- تكوين مسيرين مواطنين يتميزون إلى جانب القدرة على التسيير والعمل الناجح على المعرفة.

- تحفيز التنمية المستدامة.

- تطوير النظم البيئية بما يخلق قيمة مضافة للاقتصاد والمجتمع.[3]
- التربية على المواطنة بتنظيم عدة محاضرات في مواضيع مختلفة وتنظيم تظاهرات ثقافية واجتماعية وعدة أنشطة لتقاسم المعرفة.[17][5][18][8][19]